# Dipartimento del Trasimeno
Dipartimento del Trasimeno era il nome di un dipartimento del Primo Impero francese, nell'attuale Italia. Il nome era dovuto al lago Trasimeno, e riprendeva la denominazione di un omonimo dipartimento della Repubblica Romana.

## Storia
Fu creato il 15 luglio 1809, quando lo Stato Pontificio fu annesso dalla Francia; il capoluogo era Spoleto.
Nel 1812 fu suddiviso negli arrondissement di Spoleto, Foligno, Perugia e Todi.
Il dipartimento fu eliminato dopo la sconfitta di Napoleone nel 1814. Attualmente il territorio dell'ex dipartimento è ripartito tra le province di Perugia, Terni, Ascoli Piceno, Macerata e Viterbo.

## Suddivisione amministrativa
Il dipartimento era suddiviso nei seguenti arrondissement e cantoni (situazione al 1812):
- Spoleto, cantoni: Arquata, Cascia, Norcia, Spoleto (2 cantoni), Terni (2 cantoni) e Visso.
- Foligno, cantoni: Assisi, Bettona, Bevagna, Foligno, Gualdo, Montefalco, Nocera, Spello e Trevi.
- Perugia, cantoni: Castiglione del Lago, Città della Pieve, Città di Castello, Fratta, Monte Santa Maria, Panicale, Passignano e Perugia (3 cantoni).
- Todi, cantoni: Acquapendente, Amelia, Baschi, Ficulle, Marsciano, Massa, Orvieto e Todi (2 cantoni).

Si stima che nel 1812 avesse una popolazione di circa 300.000 abitanti, distribuiti su una superficie di 3.357 miglia quadrate italiane (11.120 km²).